# Kolej dziecięca w Estonii
Kolej dziecięca w Estonii – planowana (początkowo w okolicach wsi Vääna-Jõesuu, następnie zaś w Kohtla-Järve), nigdy niezrealizowana sieć kolei dziecięcej na terenie Estonii.
Propozycja budowy kolei dziecięcej na terytorium dzisiejszej Estonii (ówczesnej Estońskiej SRR) została przedstawiona przez estoński oddział spółki Прибалтийская железная дорога (trb. Pribałtijskaja żeleznaja doroga). Budowę zaplanowano w miejscu niedaleko miejscowości Vääna-Jõesuu, w pobliżu Tallinna. Miejscowość ta została wybrana, ponieważ znajdowało się w niej miejsce letniego wypoczynku dzieci pracowników tego oddziału. Miano wybudować kilkanaście kilometrów linii kolejowej w okolicznym lesie; realizację projektu uniemożliwiły jednak lokalne władze, zabraniając wycinki drzew w celu budowy torów.
Linię miały obsługiwać sprowadzone z różnych wąskotorowych linii kolejowych: lokomotywa spalinowa TU2 oraz dwa pasażerskie wagony wyprodukowane przez Pafawag, dostarczono także cztery wagony towarowe. Po zablokowaniu projektu przez władze, tabor ustawiono na pojedynczym 90-metrowym odcinku toru, gdzie niszczał on przez następne lata. 
W związku z niepowodzeniem przedsięwzięcia w Vääna-Jõesuu, w 1975 roku zadecydowano o budowie takiej linii kolejowej w innym miejscu republiki – w pobliżu miejscowości Kohtla-Järve. Kilkukilometrowe, istniejące już torowisko, przebudowano na splot toru wąskiego i szerokiego (rozstaw: 750mm i 1520mm). Do obsługi tej kolei dostarczono dwie lokomotywy z serii TU2 oraz osiem wagonów pasażerskich Pafawagu. Wiosną 1975 roku wykonano przejazd testowy na tej trasie, jednak względy bezpieczeństwa (odcinek wciąż był wykorzystywany jako linia dojazdowa do pobliskiej kopalni) uniemożliwiły utworzenie tu kolei dziecięcej. W 1988 roku jedną z lokomotyw zezłomowano, a drugą przeniesiono do muzeum w Lavassaare.